# 속기사

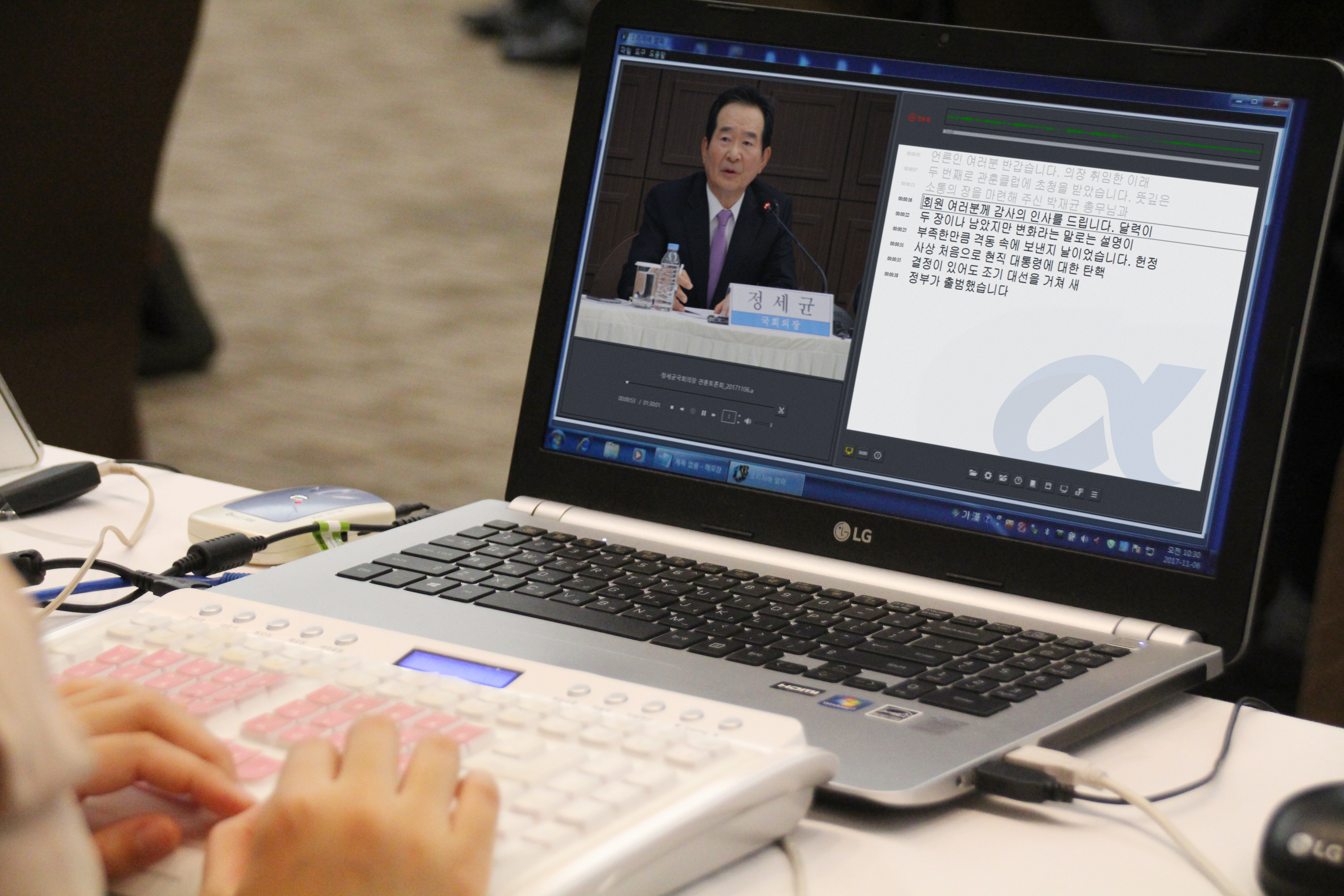

속기사(速記士)는 한자어이며, 빠르고 정확하게 기록하는 사람을 뜻한다.   
속기사는 한글속기를 전문으로 다루는 전문가이다. 음성을 빠르고 정확하게 기록하고 회의, 강의, 법정, 자막 등 다양한 상황에서 필요한 정보를 신속하게 기록하고 송출한다. 속기사는 속기 교육을 받고 속도와 정확도를 향상시키는 노력을 하며 한글속기 자격증을 취득하여 공인 속기사로 활동할 수도 있다. 

## 같이 보기
- 속기
- 속기공무원